# Cal Ballaró
Cal Ballaró és una casa pairal d'origen medieval que ha sofert importants transformacions al llarg dels segles, tot i que l'estructura principal és del segle xix. Avui integrada dins el nucli antic de Santpedor, és residència d'una nissaga familiar amb figures rellavants en la vida econòmica, política i cultural de la vila.

## Localització
Casa situada al Carrer del Vall, número 11 de Santpedor.

## Dades històriques
L'any 1812, Anton Ballaró compra la casa a Joan Cases, des d'aleshores la família Ballaró-Vila hi ha viscut ininterrompudament.
Al llarg del segle xix l'activitat econòmica passa a ser agrícola, a industrial i comercial (fabricació i venda d'aiguardent). Des de 1920 hi funciona un forn de pa.
El 1808, Anton Ballaró és membre de la Junta de Govern Local, i el 1814 patrocina el Sermó del Bruc en agraïment de l'acabament de la Guerra del Francès.
El 1882, Francesc Vila i Ballaró, com a batlle fa les gestions per l'arribada del ferrocarril a Santpedor.
El 1863 neix Anton Vila i Sala, historiador local i home de la Renaixença.
El 1930 neix Jordi Vila i Soler, jugador del FC Barcelona (1951-1956).

## Descripció
Casa pairal rectangular amb teulada de quatre vessants i miranda (mirador). A la façana sud hi ha dues filades de galeria construïdes a finals del segle xix. A la façana del carrer del Vall s'hi conserven elements constructius de diferents èpoques. La planta baixa està subdividida en dues parts, el forn de pa que antigament eren les quadres de la casa, i el celler. Al primer pis hi ha pròpiament l'habitatge, on cal destacar-hi la sala i l'antiga biblioteca d'Anton Vila i Sala. Al segon pis hi trobem un nou habitatge on antigament hi havia unes golfes. Annex a l'edifici princial es conserven els espais on es fabricava l'aiguardent: tres tines de vi, un gran cobert que antigament servia per a la llenya i la fassina (alambí), un pou i el viver per recollir les aigües pluvials.